# Paduniella thitima
Paduniella thitima är en nattsländeart som beskrevs av Chantaramongkol och Malicky 1986. Paduniella thitima ingår i släktet Paduniella och familjen tunnelnattsländor. Inga underarter finns listade i Catalogue of Life.